# Progeria

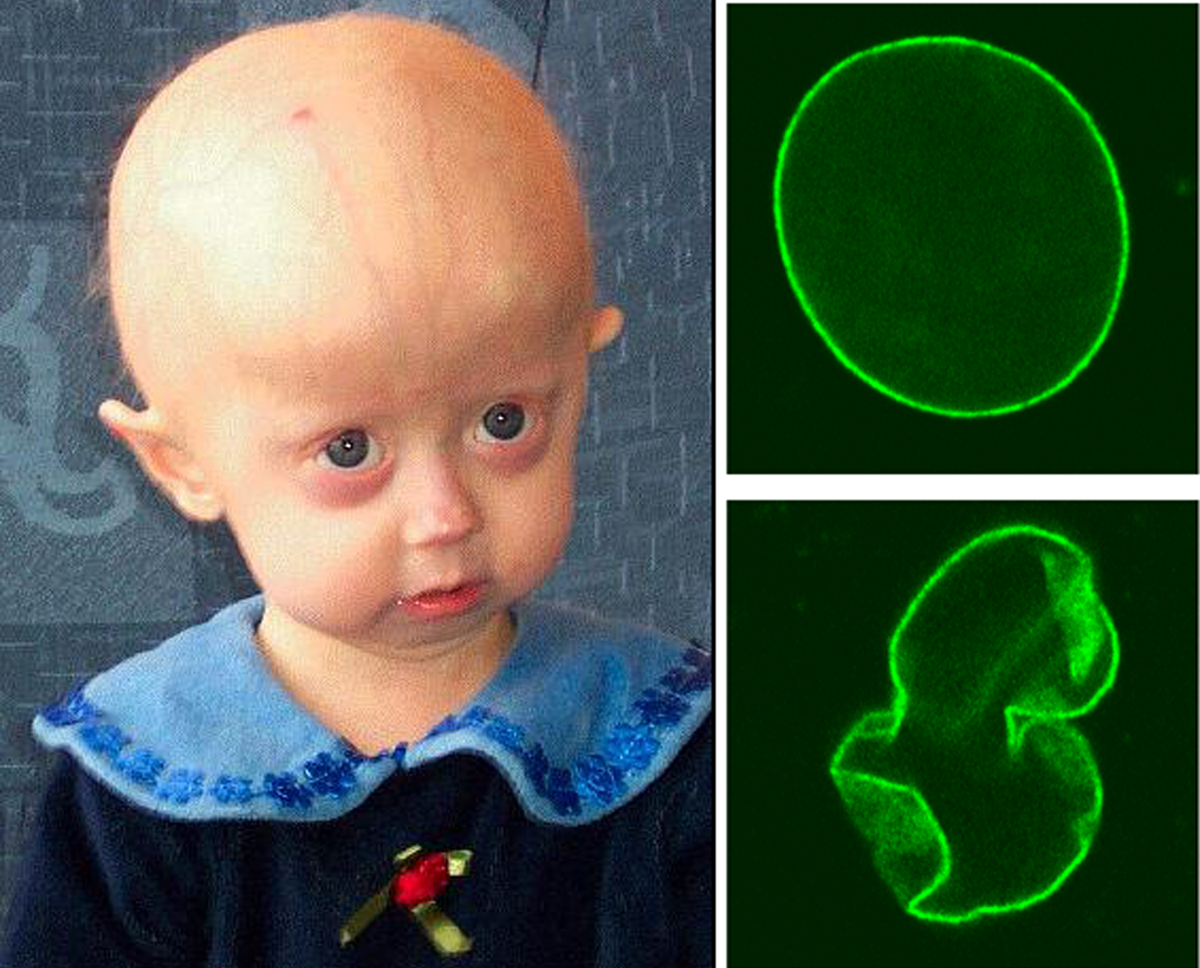
Dziecko z zespołem Hutchinsona-Gilforda, w którym obserwuje się nieprawidłowości budowy błony jądrowej jądra komórkowego (na zdjęciu w mikroskopie fluorescencyjnym na dole po prawej, w porównaniu z obrazem prawidłowej budowy na górze).

Progeria (zespół progerii Hutchinsona-Gilforda, łac. progeria, ze stgr. πρό + γῆρας – „przedwczesna starość”, ang. Hutchinson-Gilford progeria syndrome, HGPS) – rzadki genetycznie uwarunkowany zespół charakteryzujący się przyspieszonym procesem starzenia, którego objawy pojawiają się we wczesnym dzieciństwie.
HGPS spowodowany jest mutacją punktową de novo w położonym na chromosomie 1 genie LMNA kodującym białko (laminę A). Białko to stanowi molekularne rusztowanie jądra komórki i stabilizuje błonę otaczającą jądro komórkowe, a jego mutacje powodują zaburzenia w strukturze i funkcjach jądra komórkowego w momencie podziału komórki, co prowadzi do przedwczesnej śmierci komórek w organizmie ludzkim. Średnia długość życia osób z progerią wynosi 12 - 13 lat.
Naukowcy szczególnie interesują się progerią, gdyż badania nad tą chorobą mogą ujawnić informacje dotyczące normalnego procesu starzenia.
W szerszym znaczeniu progerią nazywa się każdy zespół związany z przedwczesnym starzeniem się organizmu. W przeciwieństwie do tych jednostek chorobowych, progeria Hutchinsona i Gilforda nie jest związana z nieprawidłowym funkcjonowaniem mechanizmów naprawy DNA. Do grupy tych chorób zalicza się:
- zespół Wernera
- zespół Blooma
- zespół Cockayne’a
- xeroderma pigmentosum
- zespół Downa.
- zespół Wiedemanna-Rautenstraucha
- zespół de Barsy'ego

## Objawy i przebieg
Pierwsze objawy progerii można dostrzec u dzieci powyżej 2 r.ż. Należą do nich: zaburzenia wzrostu, nieprawidłowości w zakresie twarzoczaszki, napięcie, sztywność i ścieńczenie skóry, brak prawidłowego przyrostu masy ciała, łysienie. Na tym etapie zazwyczaj rodzice zaczynają przypuszczać istnienie jakiejś choroby. U dzieci z progerią później formują się zęby, dzieci te mają starszy wygląd skóry (m.in. liczne zmarszczki), są zwykle łyse i niskorosłe. Z tych powodów wyglądają o wiele starzej. Nos jest „ściągnięty”, policzki zapadnięte – z powodu utraty tkanki tłuszczowej. Utrata tkanki tłuszczowej może być również przyczyną owrzodzeń na przedniej powierzchni goleni i na stopach. Mogą też pojawiać się problemy ze sztywnością stawów, problemy z przemieszczaniem się stawu biodrowego. Zdarzają się krwawienia z nosa, bóle głowy, miażdżyca i schorzenia układu krążenia. Zanotowano także przypadki, gdy dochodziło do zaniku mięśni.
Co charakterystyczne, mimo wszelkich cech starczych osoby chorujące na progerię nie wykazują zwiększonej zapadalności na schorzenia neurodegeneracyjne czy choroby nowotworowe. Charakterystyczny jest także wysoki ton głosu. Czaszka jest duża w porównaniu z resztą ciała, z nieproporcjonalnie małą dolną częścią twarzy. Aktualny wiek ciała chorych zmienia się o 8–10 lat na każdy przeżyty przez chorego rok. Jednak rozwój umysłowy nie jest zaburzony.
Do charakterystycznych cech w pełnoobjawowej progerii należą:
- mały wzrost
- niska masa ciała
- niedojrzałość płciowa
- makrocefalia, nieproporcjonalnie mała dolna część twarzy
- niedorozwój żuchwy
- przepełnienie żył skóry głowy
- uogólnione łysienie (także brak rzęs i brwi)
- wyłupiaste oczy
- opóźniony rozwój uzębienia
- gruszkowata klatka piersiowa
- krótkie obojczyki
- koślawe biodra
- chód na szerokiej podstawie
- cienkie kończyny
- cienka, sucha skóra z brązowymi plamami i zmarszczkami
- „rzeźbiony”, „ptasi” koniec nosa
- dystroficzne paznokcie
- wysoki ton głosu

Czasami wygląd opisywany jest jako wygląd „oskubanego ptaka”.

## Leczenie
Nie istnieje żadna metoda leczenia przyczynowego progerii, nie określono też ścisłych zaleceń w terapii pacjentów z tą chorobą. Zgon następuje najczęściej z powodu chorób układu krążenia (udar mózgu, zawał mięśnia sercowego) w wyniku postępującej miażdżycy naczyń wieńcowych i mózgowych. 
Stosuje się jedynie leczenie fizjoterapeutyczne w celu zapobiegania przykurczom mięśni.

## Historia
Chorobę jako pierwszy opisał sir Jonathan Hutchinson w 1886 roku. Kolejnym, który przedstawił opis progerii, był angielski chirurg Hastings Gilford w 1897 roku. Pacjent Gilforda zmarł w wieku 18 lat z powodu zawału serca. Gilford wprowadził do medycyny określenie „progeria”. Terminu zespół Hutchinsona-Gilforda pierwszy użył DeBusk w 1972 roku. Według danych z 1 października 2016 roku na całym świecie żyło wówczas 140 zidentyfikowanych osób z progerią w 45 państwach. Szacuje się, że na progerię choruje około 200 – 250 osób na świecie i wciąż odnajduje się nowe dzieci z tą chorobą. Kiedy projekt Find the Other 150 wystartował w 2009 roku wiadomo było o zaledwie 54 przypadkach tej choroby w 30 krajach. W ciągu niespełna 4 lat dzięki kampanii udało się odnaleźć 50 dzieci z kolejnych siedmiu państw na pięciu kontynentach.

## Znane osoby z progerią
- Sam Berns, ur. 23 października 1996 r., chłopiec, który cierpiał na progerię, zmarł w wieku 17 lat i pomógł podnieść świadomość społeczną o swojej chorobie.
- Hayley Okines, ur. 3 grudnia 1997 r., brytyjska dziewczynka, zmarła w wieku 17 lat z powodu zapalenia płuc.
- Adalia Rose, ur. 10 grudnia 2006 r., dziewczynka pochodząca z Teksasu, została poznana dzięki teledyskowi Gangnam Style południowokoreańskiego wokalisty PSY, do którego tańczyła w 2012 roku. Tworzyła filmiki na Facebooku, gdzie w momencie śmierci (12 stycznia 2022 r.) miała ponad 14 milionów obserwatorów.
- Beandri Booysen, ur. 20.11.2005 r., dziewczynka pochodząca z południowej Afryki, miała własny profil na Facebooku, który nazywał się Beandri, our inspiration. Beandri zmarła 18.12.2024. [14][15]
- Leon Botha, ur. 4 czerwca 1985 r. w Kapsztadzie, znany w RPA didżej i malarz, współpracował między innymi z Die Antwoord, wystąpił w wideoklipie do utworu Enter the Ninja. Zmarł dzień po swoich 26 urodzinach, 5 czerwca 2011 r., co czyniło go jedną z najdłużej żyjących osób z tym schorzeniem.
- Sammy Basso, ur. w 1995 we Włoszech, zm. 5 października 2024, absolwent Uniwersytetu Padewskiego (obronił tam pracę na temat terapii spowalniających postępy progerii), najdłużej żyjąca osoba cierpiąca na tę chorobę[4][16].